# ГЕС Фрейденау
ГЕС Фрейденау — гідроелектростанція на річці Дунай в провінції Нижня Австрія. Знаходячись нижче від ГЕС Грайфенштайн, є останньою станцією дунайського каскаду в Австрії (наступна ГЕС Габчиково розташована вже у Словаччині).
Будівництво електростанції, місце для якої обрали на південно-східній околиці столиці країни Відня, розпочалось у 1992 році та завершилось введенням в експлуатацію в 1999-му. В межах проекту дві бокові протоки, що починаються ще перед Віднем, перекрили допоміжними греблями. В центральному руслі звели водопропускну греблю, яка утворила водосховище, витягнуте по долині річки на 28 км. Біля правого берегу в греблі обладнано два судноплавні шлюзи, по центру розташовано машинний зал, а у лівобережній частині знаходяться чотири водопропускних шлюзів. Для відкачування води, що фільтрується через перепони, на лівому березі річки облаштували насосну станцію.
Основне обладнання станції становлять 6 турбін типу Каплан загальною потужністю 172 МВт. При напорі у 8,9 метра це забезпечує річне виробництво на рівні приблизно 1,0 млрд кВт-год.
Починаючи з 2011 року, на ГЕС діє центральний пункт управління дунайським каскадом.
У комплекс станції одразу входив спеціальний канал для пропуску риби.
Під час будівництва електростанції у 1996 році з її конструкціями зіткнувся словацький буксир «Dumbier», внаслідок чого загинули вісім моряків.